# Eduard Fueter

Eduard Fueter (1914)

Eduard Fueter (Basileia, 13 de novembro de 1876 - Basileia, 28 de novembro de 1928), foi um historiador suíço.

## Obras principais
- Religion und Kirche in England im fünfzehnten Jahrhundert (1904)
- Geschichte der neueren Historiographie (1911)
- Geschichte des europäischen Staatensystems von 1492 - 1559 (1919)
- Weltgeschichte der letzten hundert Jahre. 1815 - 1920 (1921)
- Die Schweiz seit 1848. Geschichte, Politik, Wirtschaft (1928)
- Geschichte der exakten Wissenschaften in der schweizerischen Aufklärung. 1680 - 1780 (1941, obra póstuma)